# Kriterierevanschen
Kriterierevanschen är en årlig travtävling på Solvalla i Stockholm. Loppet är öppet för treåriga svenskfödda varmblod, både de som kvalat in och de som inte lyckats kvala in till finalen av Svenskt Trav-Kriterium. Det finns även Oaksrevanschen som körs samma tävlingsdag och är för de ston som ställde upp i Svenskt Trav-Oaks.

## Finalvinnare
| År   | Häst              | Kusk              | Tränare         | Tid    | Tvåa            | Trea             |
| ---- | ----------------- | ----------------- | --------------- | ------ | --------------- | ---------------- |
| 2024 | Fighter Kronos    | Gustav Johansson  | Jerry Riordan   | 1.13,7 | Greetings       | Coolman Evo      |
| 2023 | S.G.Dracarys      | Claes Sjöström    | Roger Walmann   | 1.15,6 | Pantocrator     | Kojak Sisu       |
| 2022 | Thereisnolimit    | Carl Johan Jepson | Stefan Melander | 1.14,0 | Ante la Roque   | Staro Mack Crowe |
| 2021 | Beat Generation   | Björn Goop        | Jörgen Westholm | 1.15,8 | Castor The Star | Dorob            |
| 2020 | Sidney Celeber    | Örjan Kihlström   | Roger Walmann   | 1.14,4 | Revelation      | Chiru            |
| 2019 | Hail Mary         | Robert Bergh      | Robert Bergh    | 1.14,2 | Digital Summit  | Criterion        |
| 2018 | Concrete Dee      | Kenneth Haugstad  | Roger Walmann   | 1.14,6 | Flight Dynamics | Fortune Mearas   |
| 2017 | Calle Crown       | Björn Goop        | Tomas Malmqvist | 1.15,8 | Dom Perignon    | Global Un Poco   |
| 2016 | Deimos Racing     | Erik Adielsson    | Svante Båth     | 1.14,6 | Destiny Am      | Gareth Boko      |
| 2015 | M.T.Kingofthehill | Björn Goop        | Björn Goop      | 1.15,0 | Day or Night In | Cupido Sisu      |